# 2e législature du Québec
| 1re législature       | 1re législature       | 2e législature        | 2e législature        | 2e législature        | 2e législature        | 2e législature        | 2e législature        | 2e législature        | 2e législature      | 2e législature      | 2e législature      | 2e législature      | 2e législature      | 2e législature      | 2e législature                             | 2e législature                             | 2e législature                             | 3e législature                             | 3e législature                             |
| Gouvernement Chauveau | Gouvernement Chauveau | Gouvernement Chauveau | Gouvernement Chauveau | Gouvernement Chauveau | Gouvernement Chauveau | Gouvernement Chauveau | Gouvernement Chauveau | Gouvernement Chauveau | Gouvernement Ouimet | Gouvernement Ouimet | Gouvernement Ouimet | Gouvernement Ouimet | Gouvernement Ouimet | Gouvernement Ouimet | Gouvernement Boucher de Boucherville (1er) | Gouvernement Boucher de Boucherville (1er) | Gouvernement Boucher de Boucherville (1er) | Gouvernement Boucher de Boucherville (1er) | Gouvernement Boucher de Boucherville (1er) |
| 1871                  | 1871                  | 1871                  | 1871                  | 1872                  | 1872                  | 1872                  | 1872                  | 1873                  | 1873                | 1873                | 1873                | 1874                | 1874                | 1874                | 1874                                       | 1875                                       | 1875                                       | 1875                                       | 1875                                       |

Armoiries du Québec (1867-1939).

La 2e législature du Québec est élue lors des élections générales québécoises de 1871 tenue en juin et juillet 1871. La législature dure jusqu'au 7 juin 1875 au moment de la dissolution de l'Assemblée nationale afin de tenir les troisièmes élections générales. Cette législature voit se succéder les gouvernements Chauveau (1867-1873), Ouimet (1873-1874) et Boucher de Boucherville (1874-1878).

## Sessions
On compte quatre sessions à l'intérieur de la 2e législature :
- 1re session : 7 novembre 1871 au 23 décembre 1871
- 2e session : 7 novembre 1872 au 24 décembre 1872
- 3e session : 4 décembre 1873 au 28 janvier 1874
- 4e session : 3 décembre 1874 au 23 février 1875

## Discours du budget
Quatre discours :
- 24 novembre 1871
- 28 novembre 1872
- 13 janvier 1874
- 2 février 1875

## Statistiques et faits saillants
- Députés en fonction qui se représentaient à cette élection : 48 sur 65 (74 %)
- Nombre de ceux-ci qui furent réélus : 36 sur 48 (75 %)
- Autres députés avec expérience parlementaire : 5
- Nombre de nouveaux députés (pourcentage de renouvellement de l'Assemblée) : 29 sur 65 (45 %)
- Députés élus sans opposition: 26
- Députés également élus au parlement fédéral (à l'élection de 1872) en vertu d'un double mandat : 17
- Députés qui ne terminèrent pas leur mandat : 17 (3 sont morts en fonction, 14 ont démissionné dont  8 à cause de l'abolition du double mandat.) De plus, sur les 17 députés élus pour compléter les mandats écourtés, un a démissionné à cause de l'abolition du double mandat.
- Députés qui firent partie du Cabinet : 7
- Plus jeune député : Georges-Raoul Saveuse de Beaujeu, 24 ans
- Plus vieux député : Sydney Robert Bellingham, 62 ans
- Âge moyen : 44 ans
- Le nombre de séances (en jours) pour les quatre sessions : 177 jours[4].
- L'orateur[5] de l'Assemblée législative pendant toute la législature est :
  - Joseph-Godric Blanchet, député de Lévis.
- Les orateurs[6] du Conseil législatif pendant la législature sont :
  - Charles-Eugène Boucher de Boucherville
  - John Jones Ross
  - Félix-Hyacinthe Lemaire
- Le greffier[7] de l'Assemblée législative est :
  - George Muir.

## Liste des députés
- Les noms gras indiquent que la personne a été membre du conseil des ministres durant la législature.
- Les noms en italique indiquent les personnes qui ont été chefs d'un parti politique durant la législature.

|  | Nom                                              | Parti                                                         | District électoral  |
|  | ------------------------------------------------ | ------------------------------------------------------------- | ------------------- |
|  | Sydney Robert Bellingham                         | Conservateur                                                  | Argenteuil          |
|  | Pierre-Samuel Gendron                            | Conservateur                                                  | Bagot               |
|  | Christian Henry Pozer (1871-1874)                | Libéral                                                       | Beauce              |
|  | François-Xavier Dulac (1874-1875)                | Conservateur                                                  | Beauce              |
|  | George-Étienne Cartier (1871-1873)               | Conservateur                                                  | Beauharnois         |
|  | Élie-Hercule Bisson (1873-1875)                  | Libéral                                                       | Beauharnois         |
|  | Onésime Pelletier                                | Libéral                                                       | Bellechasse         |
|  | Louis Sylvestre                                  | Libéral                                                       | Berthier            |
|  | Théodore Robitaille (1871-1874)                  | Conservateur                                                  | Bonaventure         |
|  | Pierre-Clovis Beauchesne (1874-1875)             | Conservateur                                                  | Bonaventure         |
|  | William Warren Lynch                             | Conservateur                                                  | Brome               |
|  | Gédéon Larocque                                  | Libéral                                                       | Chambly             |
|  | François-Xavier-Anselme Trudel                   | Conservateur                                                  | Champlain           |
|  | Adolphe Gagnon                                   | Libéral                                                       | Charlevoix          |
|  | Édouard Laberge                                  | Libéral                                                       | Châteauguay         |
|  | Pierre-Alexis Tremblay (1871-1874)               | Libéral                                                       | Chicoutimi-Saguenay |
|  | Michel-Guillaume Baby (1874-1875)                | Conservateur                                                  | Chicoutimi-Saguenay |
|  | William Sawyer                                   | Conservateur                                                  | Compton             |
|  | Gédéon Ouimet                                    | Conservateur                                                  | Deux-Montagnes      |
|  | Louis-Napoléon Larochelle                        | Conservateur                                                  | Dorchester          |
|  | Wilfrid Laurier (1871-1874)                      | Libéral                                                       | Drummond-Arthabaska |
|  | William John Watts (1874-1875)                   | Conservateur                                                  | Drummond-Arthabaska |
|  | Pierre Fortin                                    | Conservateur                                                  | Gaspé               |
|  | Louis Beaubien                                   | Conservateur                                                  | Hochelaga           |
|  | Thomas Sanders (jusqu'en 1874)                   | Conservateur                                                  | Huntingdon          |
|  | Alexander Cameron (à partir de 1874)             | Conservateur                                                  | Huntingdon          |
|  | Louis Molleur                                    | Libéral                                                       | Iberville           |
|  | Narcisse Lecavalier                              | Conservateur                                                  | Jacques-Cartier     |
|  | Vincent-Paul Lavallée                            | Conservateur                                                  | Joliette            |
|  | Charles-François Roy                             | Conservateur                                                  | Kamouraska          |
|  | Andrew Esinhart                                  | Conservateur                                                  | La Prairie          |
|  | Onuphe Peltier                                   | Conservateur                                                  | L'Assomption        |
|  | Joseph-Hyacinthe Bellerose                       | Conservateur                                                  | Laval               |
|  | Joseph-Godéric Blanchet                          | Conservateur                                                  | Lévis               |
|  | Pamphile-Gaspard Verreault                       | Conservateur                                                  | L'Islet             |
|  | Henri-Gustave Joly de Lotbinière                 | Libéral                                                       | Lotbinière          |
|  | Moïse Houde                                      | Libéral                                                       | Maskinongé          |
|  | George Irvine                                    | Conservateur (1871-1874) Conservateur indépendant (1874-1875) | Mégantic            |
|  | Josiah Sandford Brigham                          | Conservateur                                                  | Missisquoi          |
|  | Firmin Dugas (1871-1874)                         | Conservateur                                                  | Montcalm            |
|  | Louis-Gustave Martin (1874-1875)                 | Conservateur                                                  | Montcalm            |
|  | Télesphore Fournier (1871-1874)                  | Libéral                                                       | Montmagny           |
|  | François Langelier (1873-1875)                   | Libéral                                                       | Montmagny           |
|  | Joseph-Édouard Cauchon (1871-1874)               | Conservateur                                                  | Montmorency         |
|  | Auguste-Réal Angers (1874-1875)                  | Conservateur                                                  | Montmorency         |
|  | Luther Hamilton Holton (1871-1874)               | Libéral                                                       | Montréal-Centre     |
|  | Charles Alexander (1874-1875)                    | Libéral                                                       | Montréal-Centre     |
|  | Ferdinand-Conon David                            | Conservateur                                                  | Montréal-Est        |
|  | Francis Cassidy (1871-1873)                      | Conservateur                                                  | Montréal-Ouest      |
|  | John Wait McGauvran (1873-1875)                  | Conservateur                                                  | Montréal-Ouest      |
|  | Laurent-David Lafontaine                         | Libéral                                                       | Napierville         |
|  | François-Xavier Méthot (fils)                    | Conservateur                                                  | Nicolet             |
|  | Ezra Butler Eddy                                 | Conservateur                                                  | Ottawa              |
|  | John Poupore (1871-1874)                         | Conservateur                                                  | Pontiac             |
|  | Levi Ruggles Church (1874-1875)                  | Conservateur                                                  | Pontiac             |
|  | Praxède Larue                                    | Conservateur                                                  | Portneuf            |
|  | Pierre-Joseph-Olivier Chauveau (1871-1873)       | Conservateur                                                  | Québec              |
|  | Pierre Garneau (1873-1875)                       | Conservateur                                                  | Québec              |
|  | Hector-Louis Langevin (1871-1874)                | Conservateur                                                  | Québec-Centre       |
|  | Rémi-Ferdinand Rinfret (1874-1875)               | Conservateur                                                  | Québec-Centre       |
|  | Jacques-Philippe Rhéaume (1871-1873)             | Conservateur                                                  | Québec-Est          |
|  | Charles-Alphonse-Pantaléon Pelletier (1873-1874) | Libéral                                                       | Québec-Est          |
|  | Pierre-Vincent Valin (1874-1875)                 | Conservateur                                                  | Québec-Est          |
|  | John Hearn                                       | Conservateur                                                  | Québec-Ouest        |
|  | Joseph-Adolphe Dorion                            | Conservateur                                                  | Richelieu           |
|  | Jacques Picard                                   | Conservateur                                                  | Richmond-Wolfe      |
|  | Louis-Honoré Gosselin (1871-1872)                | Conservateur                                                  | Rimouski            |
|  | Alexandre Chauveau (1872-1874)                   | Conservateur                                                  | Rimouski            |
|  | Victor Robert                                    | Libéral                                                       | Rouville            |
|  | Pierre Bachand                                   | Libéral                                                       | Saint-Hyacinthe     |
|  | Félix-Gabriel Marchand                           | Libéral                                                       | Saint-Jean          |
|  | Elzéar Gérin                                     | Conservateur                                                  | Saint-Maurice       |
|  | Maurice Laframboise                              | Libéral                                                       | Shefford            |
|  | Joseph Gibb Robertson                            | Conservateur                                                  | Sherbrooke          |
|  | Georges-Raoul Saveuse de Beaujeu                 | Conservateur                                                  | Soulanges           |
|  | Thomas Locke                                     | Conservateur                                                  | Stanstead           |
|  | Élie Mailloux                                    | Conservateur                                                  | Témiscouata         |
|  | Joseph-Adolphe Chapleau                          | Conservateur                                                  | Terrebonne          |
|  | Henri-Gédéon Malhiot                             | Conservateur                                                  | Trois-Rivières      |
|  | Émery Lalonde (père)                             | Conservateur                                                  | Vaudreuil           |
|  | Joseph Daigle                                    | Libéral                                                       | Verchères           |
|  | Charles-Ignace Gill (1871-1874)                  | Conservateur                                                  | Yamaska             |
|  | Joseph-Nestor Duguay (1874-1875)                 | Conservateur                                                  | Yamaska             |

## Liste des conseillers législatifs
Le tableau ci-dessus montre les personnes qui ont siégé comme conseillers législatifs durant la 2e législature. Les conseillers législatifs étant nommés à vie, la dissolution de la législature n'a pas mis fin à leur mandat.
- Les caractères gras indiquent que la personne a été membre du conseil des ministres durant la législature.

|  | Nom                                    | Parti        | Collège électoral |
|  | -------------------------------------- | ------------ | ----------------- |
|  | Jean-Louis Beaudry                     | Conservateur | Alma              |
|  | Thomas Wood                            | Conservateur | Bedford           |
|  | Joseph-Octave Beaubien                 | Conservateur | De la Durantaye   |
|  | Pierre-Eustache Dostaler               | Conservateur | De Lanaudière     |
|  | Jean-Baptiste-Georges Proulx           | Libéral      | De la Vallière    |
|  | Charles-Séraphin Rodier                | Conservateur | De Lorimier       |
|  | Henry Starnes                          | Conservateur | De Salaberry      |
|  | John Le Boutillier (1871-1872)         | Conservateur | Golfe             |
|  | Thomas Savage (1873-1875)              | Conservateur | Golfe             |
|  | Élisée Dionne                          | Conservateur | Grandville        |
|  | George Bryson                          | Conservateur | Inkerman          |
|  | Isidore Thibaudeau (1871-1874)         | Libéral      | Kennebec          |
|  | Louis Richard(1874-1875)               | Conservateur | Kennebec          |
|  | Louis Panet                            | Conservateur | La Salle          |
|  | Alexandre-René Chaussegros de Léry     | Conservateur | Lauzon            |
|  | Jean-Élie Gingras                      | Conservateur | Les Laurentides   |
|  | Félix-Hyacinthe Lemaire                | Conservateur | Mille-Isles       |
|  | Charles-Eugène Boucher de Boucherville | Conservateur | Montarville       |
|  | Louis Archambeault                     | Conservateur | Repentigny        |
|  | Eustache Prud'homme                    | Conservateur | Rigaud            |
|  | John Fraser de Berry                   | Conservateur | Rougemont         |
|  | John Jones Ross                        | Conservateur | Shawinigan        |
|  | David Morrison Armstrong (1871-1873)   | Conservateur | Sorel             |
|  | Pierre-Euclide Roy (1873-1874)         | Conservateur | Sorel             |
|  | Thomas McGreevy (1871-1874)            | Conservateur | Stadacona         |
|  | John Sharples (père) (1874-1875)       | Conservateur | Stadacona         |
|  | James Ferrier                          | Conservateur | Victoria          |
|  | Edward Hale (1871-1875)                | Conservateur | Wellington        |

## Sources
- Section historique du site de l'Assemblée nationale du Québec
- Jacques Lacoursière, Histoire populaire du Québec, t. 3, Sillery (Québec), éditions du Septentrion, 1996.